# Музей ниндзя в Ига-Уэно
Ига ниндзя ясики (яп. 伊賀忍者屋敷 усадьба ниндзя Ига) — самый знаменитый музей ниндзя, расположенный в центральном парке города Ига в префектуре Миэ. Он представляет собой небольшой замок, служивший тайной штаб-квартирой для клана профессиональных убийц.

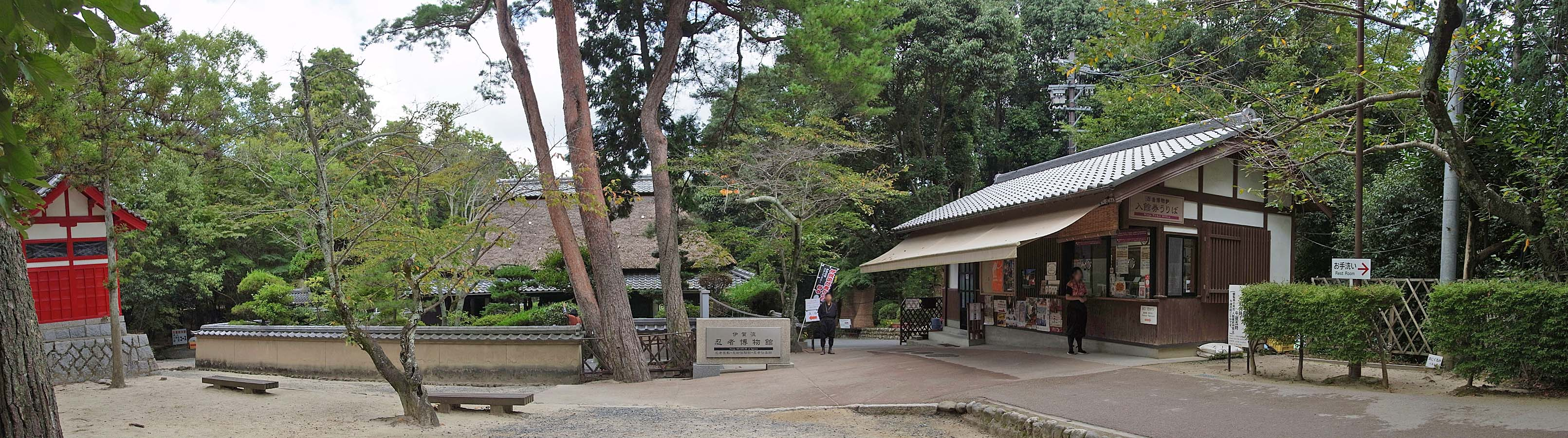
Внутренний двор музея

В отреставрированном средневековом здании сохранились различные потайные ходы и скрытые комнаты, раздвижные стены и спрятанные ловушки — все те ухищрения, которые позволяли клану эффективно обороняться от атак врагов или конкурентов. В целом, с внутренним строением усадьбы ниндзя можно ознакомиться благодаря виртуальной симуляции Second Life.
В залах музея экспонируются экипировка (костюм синоби сёдзоку, доспехи, мидзугумо для ходьбы по болотам, ласты мидзукаки), оружие (сюрикэны, синобигатана, кусаригама, кинжалы, мины) и прочего рода приспособления, необходимые для ниндзя в разведке и бою. Также есть и предметы и одежда, применявшиеся ниндзя в быту. Кроме того, коллекция музея хранит древние манускрипты ниндзя и современные аудио-, видеоматериалы, посвящённые данной тематике.
Девушки, одетые в розовую дневную одежду ниндзя, охотно демонстрируют приёмы и техники ниндзя во время показательных шоу. Музей работает ежедневно с 9:00 до 17:00 часов, за исключением периода с 29 декабря до 1 января, а также выходных.